# Eduard von Oppenheim

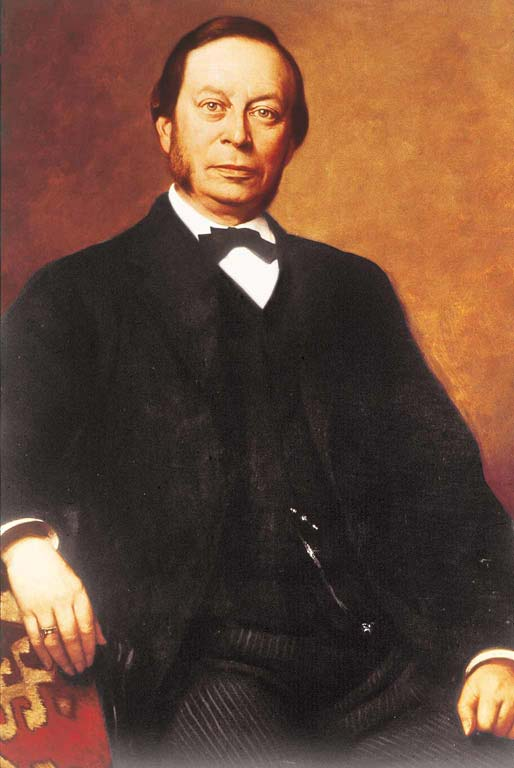
Eduard von Oppenheim (1889). Ölgemälde von Fred. Vezin

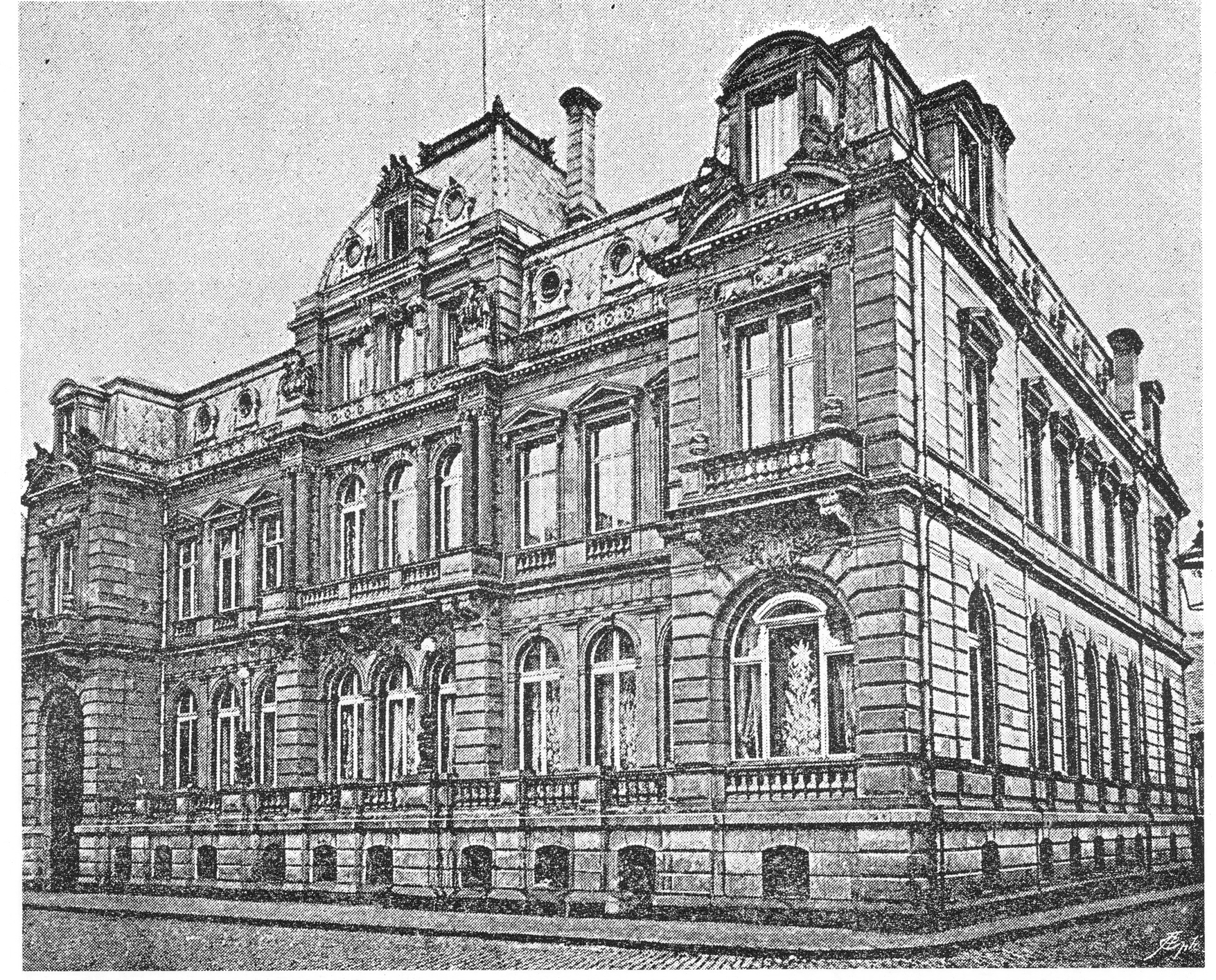
Das Oppenheimpalais aus dem Jahre 1870

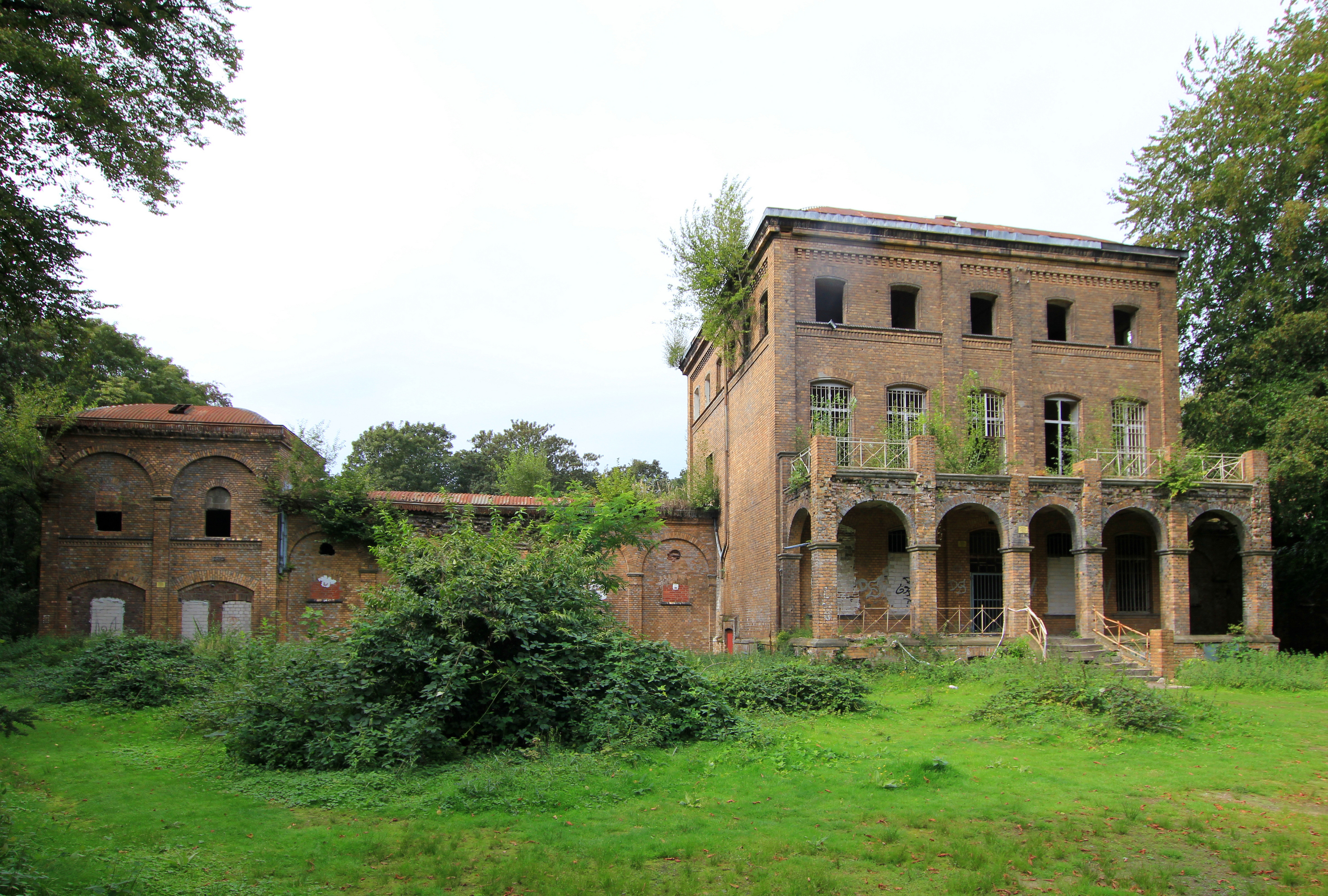
Die verfallene Villa Oppenheim in Köln-Fühlingen (2011)

Eduard Salomon von Oppenheim (* 3. August 1831 in Köln; † 15. Januar 1909 ebenda) war ein deutscher Bankier und Gestütsbesitzer. Seiner Familie gehörte die Kölner Privatbank Sal. Oppenheim, und er begründete das Gestüt Schlenderhan.

## Herkunft und Familie
Eduard Freiherr von Oppenheim war der ältere von drei Söhnen und einer Tochter des Kölner Bankiers Simon Oppenheim. Seine Geschwister sind Albert von Oppenheim, Henry Oppenheim und  Emma von Oppenheim. Im August 1859 heiratete er die Kölnerin Amalie Heuser (1835–1903), im gleichen Jahr trat er vom jüdischen zum protestantischen Glauben seiner Frau über. Das Ehepaar bekam einen Sohn und fünf Töchter:
- Maria Theresie Henriette Aurelie (* 15. Mai 1860; † 1933) ⚭ 15. April 1882 Baron George de Plancy (1844–1934), bevollmächtigter Minister der französischen Republik
- Ada Georgine Eveline (* 11. März 1862; † 4. April 1944) ⚭ 1. Oktober 1885 Graf Gisbert von Bredow (* 9. Oktober 1859; † 19. Januar 1924), königlich preußischer Oberst
- Simon Alfred Franz Emil (* 26. Juni 1864; † 15. Februar 1932) ⚭ 21. Januar 1890 Florence Mathews Hutchins (* 3. April 1868; † 1935)[2]
- Emmy Henriette Melanie (* 16. Oktober 1869; † 2. Juni 1957) ⚭ 1. Oktober 1892 Graf Maximilian von Arco-Valley (* 25. August 1849; † 2. Mai 1911)[3], Eltern von Anton Graf von Arco auf Valley.[4]
- Victoria Ernestine Luise Leonie (* 20. Juni 1871; † 24. August 1954) ⚭ 29. Oktober 1890 Alexander von Frankenberg und Ludwigsdorff (* 10. Oktober 1861; † 14. Juli 1911), Eltern von Alix-May Gräfin von Faber-Castell (* 20. September 1907; † 19. Dezember 1979).[5]

⚭ 1915 Graf Kasimir von Leyden (* 7. Januar 1852; † 1938), Diplomat, Botschafter in Tokio
- Henriette Therese Charlotte Felicie (* 22. Oktober 1872; † 11. Dezember 1913) ⚭ 30. November 1897 Adolf Freiherr von Hammerstein-Loxten (* 25. August 1868; † 5. September 1939). Die Ehe wurde am 9. Juni 1906 geschieden.[6]

## Leben und Wirken
Im Herbst 1849 machte er das Abitur am Friedrich-Wilhelm-Gymnasium. In den Jahrzehnten bis zum Tod von Simon Oppenheim und dessen Bruder Abraham hatten es Eduard von Oppenheim und sein jüngerer Bruder Albert schwer, sich gegen die ältere Generation durchzusetzen, da sie „fortwährende Zurücksetzung“ und „unüberwindliches Mißtrauen“ erfuhren. Zwar wurden sie in den Gesellschaftsverträgen von 1867, 1870 und 1876 mit steigenden Anteilen an Gewinn und Verlust beteiligt, bekamen aber nur kaum Verantwortung übertragen. Als die Brüder 1880 Chefs des Bankhauses wurden, war Eduard 49 und Albert 46 Jahre alt.
Von 1880 bis 1904 war Eduard von Oppenheim Teilhaber der Familienbank und engagierte sein Bankhaus erfolgreich in den damals aufstrebenden Geschäftszweigen wie Eisenbahn, Kabelgesellschaften und im Kolonialhandel; ein Engagement in der Elektrizitätsbranche endete jedoch mit erheblichen finanziellen Verlusten. Von 1898 bis 1909 war von Oppenheim Vorstandsvorsitzender des Eschweiler Bergwerks-Vereins; der Eduardschacht der Grube Anna wurde nach ihm benannt. Am 1. Oktober 1881 führte Eduard von Oppenheim das erste Telefonat in Köln, mit der Colonia-Feuerversicherungsgesellschaft. In der Stadt Köln engagierte sich von Oppenheim für die Gründung des Kölner Zoos (1859) sowie für die Anlage der Flora (1863).
1858 fungierte Eduard von Oppenheim als Prinz Eduard im Kölner Dreigestirn. Der Rosenmontagszug unter seiner Regentschaft hatte das Motto Train de Plaisir und feierte den Bau des Kölner Hauptbahnhofs.

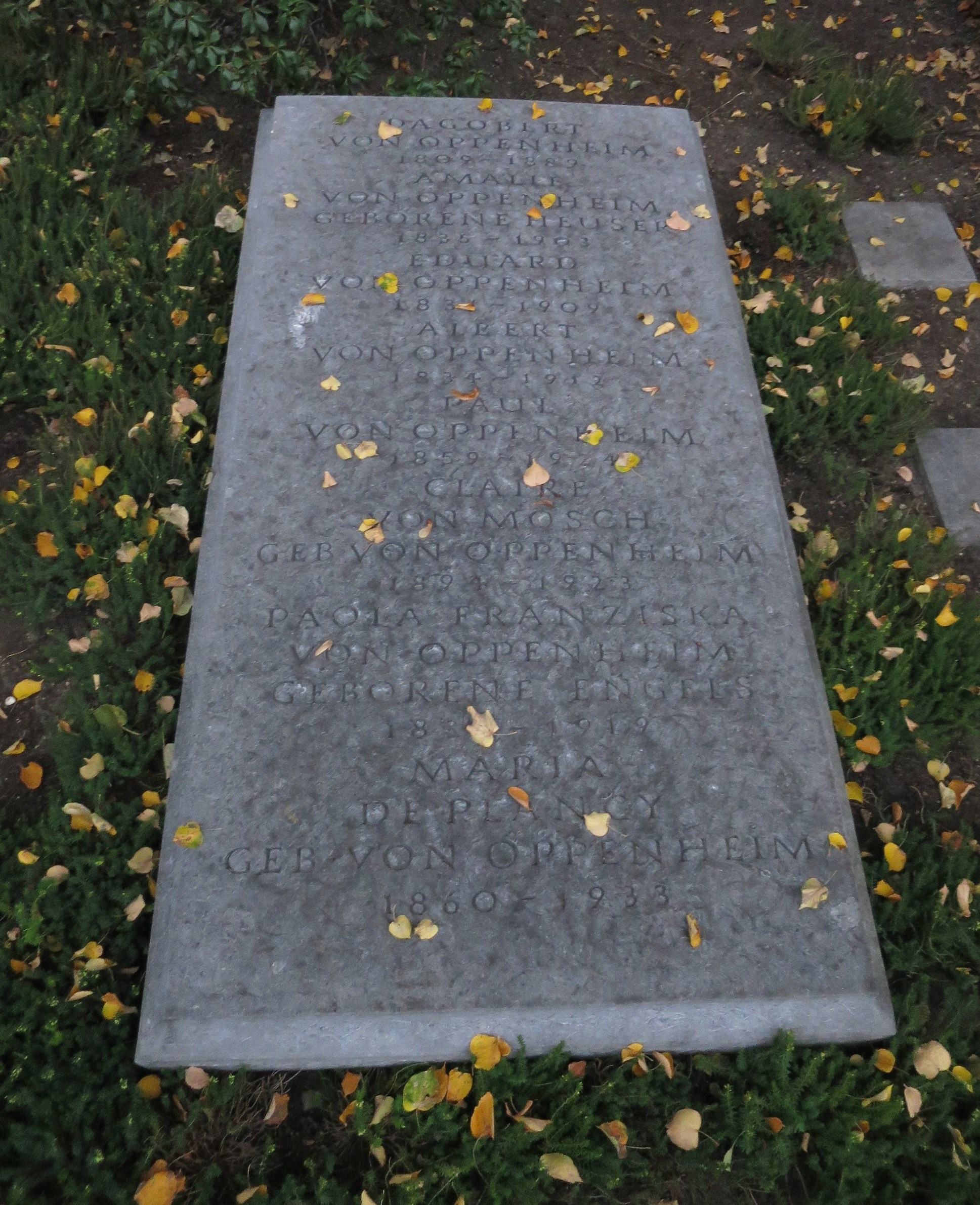
Grabplatte

Von Oppenheim trug sich mit Plänen zur Gründung eines Gestüts. Dafür erwarb er in der Nähe von Fühlingen ein Areal, auf dem er auch eine Pferderennbahn für das Training anlegen sowie ein vierflügliges Gestütsgebäude mit integriertem villenartigen Herrenhaus errichten ließ. Durch den Grundstücksverkauf konnte die Gemeinde Fühlingen 1887 endlich eine eigene Kirche sowie ein neues Schulgebäude bauen lassen. Es zeigte sich allerdings, dass die Bodenbeschaffenheit des Areals, das Oppenheim gekauft hatte, nicht für die Haltung von Pferden geeignet war. Deshalb ersteigerte von Oppenheim 1869 Schloss Schlenderhan bei Quadrath-Ichendorf und gründete das Gestüt Schlenderhan, das sich bis heute im Familienbesitz befindet. Es war das erste private Gestüt Deutschlands; für den Aufbau erwarb von Oppenheim hochklassige Vollblüter in England. 1908, ein Jahr vor seinem Tod, erlebte Eduard von Oppenheim den ersten Derby-Sieg seines Gestüts durch den Hengst Sieger beim Deutschen Derby in Hamburg.
1870 ließ von Oppenheim Unter Sachsenhausen 37 von dem Architekten Wilhelm Hoffmann ein prachtvolles Stadtpalais errichten.
Eduard von Oppenheim verstarb 1909 im Alter von 77 Jahren. Er ist mit seiner Frau und seiner Tochter Maria in der Familiengrabstätte auf dem Kölner Melaten-Friedhof (HWG, zwischen Lit. K+L) bestattet.